# Знаме на Американските Вирджински острови
Знамето на Американските Вирджински острови е приет от 17 май 1921 година. Той представлява опростен вариант на герба на Съединените щати между буквите V И I (Вирджински острови). Орел в жълт цвят държи стрък Лавра в едната си лапа, и три стрели в другата. Синият цвят на щита на гърдите на орел е същият цвят, като на знамето на Съединените щати.

## История
Не е известно дали местните жители на Вирджинските острови са имали знамена. Христофор Колумб за пръв път посещава островите през 1493 г., като ги нарича „Св. Урсула“ на легендарния лидер от IV век на 11 (или 11 хиляди) девици, които са мъченици на хуните по улиците на Кьолн (Германия). Първите знамена, предшественици на сегашното знаме на Американските Вирджински острови, са тези, използвани от датчаните в края на 17 век, когато на корабите на датската компания „Западна Индия“ е позволено да покажат специалната емблема, съсредоточена върху традиционния знак на Дания – гълъбите. По-късно корабите, търгуващи с Датската западноиндийска компания, използват правоъгълен флаг или триъгълен флаг. Всяко от тях има синьо поле с датското национално знаме (червено с бял кръст извън центъра) в кантон.
Островите са закупени от Съединените щати през 1917 г., след което е въведено националното знаме на САЩ. Отличителното местно знаме е разрешено от териториалния управител на 17 май 1921 г. Дизайнът на орела, предназначен да илюстрира герба на САЩ, не съответства на тази емблема. 
Концепцията или идеята за знамето на Американските Вирджински острови започва по време на ръководството на контраадмирал Ели Уитмор Кител, който полага клетва като губернатор на острова на 26 април 1921 година. Той се обръща към г-н Уайт, капитан Гриб и Пърсивал Уилсън Спаркс, от които иска оферти за дизайн на флага. Спаркс, карикатурист по професия, рисува дизайна на хартия. Впоследствие го прехвърля на здрав памучен материал и иска от жена си Грейс и сестра ѝ Бланш Йосиф да го избродират.

## Списък на литературата
- Пъпната връв: История Вирджински острови на Съединените щати на Америка преди колумб до нашите Харолд У. л. Willocks, 1995
- Flag of United States Virgin Islands